# Приморски партизански одред
Приморски народноослободилачки партизански (НОП) одред формиран је почетком августа 1943. године на Трновском гозду од преосталих бораца бригаде „Симон Грегорчич“ и „Иван Градник“, после њиховог преформирања у Трећу бригаду „Иван Градник“. Одред је имао два батаљона и четири саботажне групе. Поред напада на мање италијанске групе и политичког деловања међу народом, упутио је у Трећу бригаду после капитулације Италије септембра 1943. око 400 нових бораца. Истовремено је и сам нарастао на 400 бораца, а после капитулације Италије на 4,000, па је због тога подељен на Северноприморски и Јужноприморски партизански одред.